# Unconditionally
Unconditionally este un cântec al cântăreței americane Katy Perry. A fost lansat ca al doilea single de pe al patrulea album de studio Prism (2013) pe 16 octombrie 2013. Inspirația pentru melodie a venit în primul rând dintr-o călătorie umanitară în Madagascar pe care Perry a făcut-o în parteneriat cu UNICEF. După ce a fost înconjurată de ceea ce ea a descris drept iubire necondiționată, a co-scris-o împreună cu producătorii piesei Dr. Luke, Max Martin și Cirkut pentru a reflecta acel sentiment.